# Hydropsyche longindex
Hydropsyche longindex là một loài Trichoptera trong họ Hydropsychidae. Chúng phân bố ở miền Cổ bắc.